# Piąty rząd Franza Vranitzkiego
Piąty rząd Franza Vranitzkiego – federalny rząd Republiki Austrii urzędujący od 1996 do 1997.
Gabinet urzędował od 12 marca 1996 do 28 stycznia 1997. Powstał po przedterminowych wyborach w 1995 do Rady Narodowej XX kadencji, które rozpisano po konflikcie w tzw. wielkiej koalicji tworzonej przez Socjaldemokratyczną Partię Austrii (SPÖ) i Austriacką Partię Ludową (ÖVP). Po wyborach obie formacje ponownie zawiązały porozumienie koalicyjne, a lider socjaldemokratów Franz Vranitzky po raz piąty objął urząd premiera. W styczniu 1997 zrezygnował jednak z funkcji, kończąc swoją karierę polityczną. 28 stycznia na czele nowego rządu stanął Viktor Klima.

## Skład rządu
| Funkcja                                    | Minister                                                                   | Partia |
| ------------------------------------------ | -------------------------------------------------------------------------- | ------ |
| Kanclerz                                   | Franz Vranitzky                                                            | SPÖ    |
| Wicekanclerz, minister spraw zagranicznych | Wolfgang Schüssel                                                          | ÖVP    |
| Minister spraw wewnętrznych                | Caspar Einem                                                               | SPÖ    |
| Minister sprawiedliwości                   | Nikolaus Michalek                                                          | bezp.  |
| Minister finansów                          | Viktor Klima                                                               | SPÖ    |
| Minister spraw gospodarczych               | Johannes Ditz (do 16 czerwca 1996) Johann Farnleitner (od 16 czerwca 1996) | ÖVP    |
| Minister pracy i spraw społecznych         | Franz Hums                                                                 | SPÖ    |
| Minister rolnictwa i leśnictwa             | Wilhelm Molterer                                                           | ÖVP    |
| Minister obrony                            | Werner Fasslabend                                                          | ÖVP    |
| Minister nauki, transportu i sztuki        | Rudolf Scholten                                                            | SPÖ    |
| Minister edukacji i kultury                | Elisabeth Gehrer                                                           | ÖVP    |
| Minister środowiska, rodziny i młodzieży   | Martin Bartenstein                                                         | ÖVP    |
| Minister zdrowia i konsumentów             | Christa Krammer                                                            | SPÖ    |
| Minister ds. kobiet                        | Helga Konrad                                                               | SPÖ    |